# Trautmannsdorf, Götzendorf und Margarethen am Moos
Die Herrschaft Trautmannsdorf, Götzendorf und Margarethen am Moos war eine Grundherrschaft im Viertel unter dem Wienerwald im Erzherzogtum Österreich unter der Enns, dem heutigen Niederösterreich.

## Ausdehnung
Die drei Herrschaften umfassten zuletzt die Ortsobrigkeit über Arbesthal, Gallbrunn, Götzendorf, Margarethen am Moos, Sarasdorf, Stixneusiedl und Trautmannsdorf. Ein Verwaltungssitz befand sich in jeder der drei Herrschaften.

## Geschichte
Der letzte Inhaber der Herrschaften, von denen Trautmannsdorf und Götzendorf als Familienfideikommiss und Margarethen am Moos als Allod gehalten wurde, war Philipp Fürst von Batthyány (1781–1870), der seine Herrschaften nach den Reformen 1848/1849 auflöste.